# Delirio (film 1954)
Delirio è un film del 1954, co-diretto da Pierre Billon e Giorgio Capitani (quest'ultimo al debutto alla regia), tratto dall'omonimo romanzo di Henri Bernstein.

## Trama
Andrea deve allontanare l'amante del cognato ma dopo averla conosciuta abbandona la famiglia per lei. Sarà poi proprio la donna a lasciarlo.

## Produzione
Il film è ascrivibile al filone dei melodrammi sentimentali, comunemente detto strappalacrime, allora in auge tra il pubblico italiano (in seguito ribattezzato dalla critica con il termine neorealismo d'appendice).
Fu frutto di una co-produzione italo-francese, tra la Bellotti Film di Leo Menardi e la francese Société Générale de Cinématographie.

## Distribuzione
Il film venne distribuito nelle sale cinematografiche italiane il 17 aprile del 1954.
In Francia fu invece presentato il 16 luglio 1954 con il titolo Orage.

## Censura
La censura fece eliminare l'inizio della scena in cui Françoise Arnoul si mette le calze in camera da letto.

## Opere correlate
La pellicola è un remake dell'omonimo film realizzato nel 1938 da Marc Allégret.